# Шестовая мина

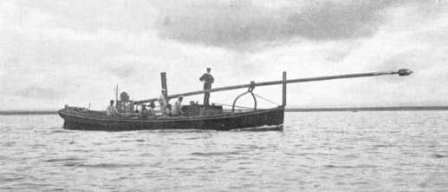
Паровой катер с шестовой миной в походном положении

Шестовая мина — тип морского минного оружия, применявшийся в конце XIX века. Представлял собой заряд взрывчатого вещества, расположенного на конце длинного шеста.
В отличие от мин заграждения (донные, якорные, плавающие и т. п.), шестовая мина являлась оружием активного нападения — она скрытно (обычно в тёмное время суток) доставлялась до борта вражеского корабля с помощью малых судов (минные катера, миноноски, подводные и полуподводные суда) и подрывалась с помощью контактного или электрического взрывателя.
Шестовые мины стояли и на вооружении больших кораблей — главным образом на случай попытки противника нанести таранный удар, предотвратить который должна была угроза со стороны опущенных в воду шестовых мин — но в боевых условиях применения не нашли.
Шестовые мины перестали применяться с распространением метательных мин и «самодвижущихся мин» — торпед.

## История
Впервые шестовая мина была создана и испытана в Российской империи. В середине сентября 1862 года в ходе испытаний на Балтийском флоте канонерская лодка «Опыт», вооруженная «минным тараном» (как тогда назвали шестовую мину), приблизилась к стоящей на якоре шхуне «Метеор» и подорвала её.
«Минный таран» представлял собой пороховой заряд весом до полутора пудов (до 24 кг), прикреплённый к концу 15-метрового бревна (шпирона), служившего продолжением форштевня броненосной лодки.

«Всеми этими опытами Комиссия под моим председательством пришла к убеждению, что идея миноносных судов заготовляет нам возможность иметь самое сильное оружие из всех досель придуманных, а заряд в 1 пуд произведет страшное разрушение в неприятельском судне при совершенной безопасности от этого для минного судна» (ЦГА ВМФ, ф. 807, оп. 1, д. 58, л. 265).
Первый боевой опыт шестовые мины получили в ходе Гражданской войны в США в 1861—1865 гг. Так, американская шестовая мина была впервые успешно применена на подводной лодке конфедератов «H. L. Hunley». 17 февраля 1864 года она потопила паровой корвет северян «USS Housatonic». Подводная лодка со всем экипажем также затонула, уже на обратном пути после атаки.
Почти симметричный ответ северян последовал через полгода — в ночь с 27 на 28 октября 1864 года, паровой баркас, оборудованный шестовой миной, под командованием лейтенанта Кушинга атаковал броненосец южан «CSS Albemarle», который стоял на рейде Плимута в устье реки Роанок. Команде катера удалось преодолеть защитный бон из брёвен (просто рассоединив их) и ударить шестовой миной в подводную часть броненосца. Корабль затонул в течение нескольких минут. Катер тоже погиб — или от взрыва, или из-за того, что был затянут водоворотом от тонущего броненосца. Лейтенант Кушинг и ещё один матрос спаслись, остальные моряки из 13 членов команды либо погибли, либо были взяты в плен.
Также шестовые мины активно применялись русскими моряками в ходе русско-турецкой войны 1877—1878 годов. Так, с помощью шестовых мин отрядом минных катеров Дунайской флотилии был потоплен турецкий монитор «Сейфи», а катерами минного транспорта «Великий князь Константин» повреждён броненосец «Ассари-Шевкет».
После начала применения торпед (первая удачная атака — или третья, считая неудачные боевые попытки, — состоялась 14 января 1878 года) шестовые мины стали терять популярность. Последнее успешное применение шестовых мин состоялось в битве при Фучжоу, минными катерами с французских корветов.

## Конструкция
Опыты Г. И. Бутакова, проведённые в 1862 году, показали, что безопасное для атакующего корабля расстояние от форштевня до мины составляет 6—8 метров. Общая длина шеста составляла от 8 метров (для катеров) до 15 (для кораблей) и вплоть до 18 метров для самых тяжёлых и мощных мин.

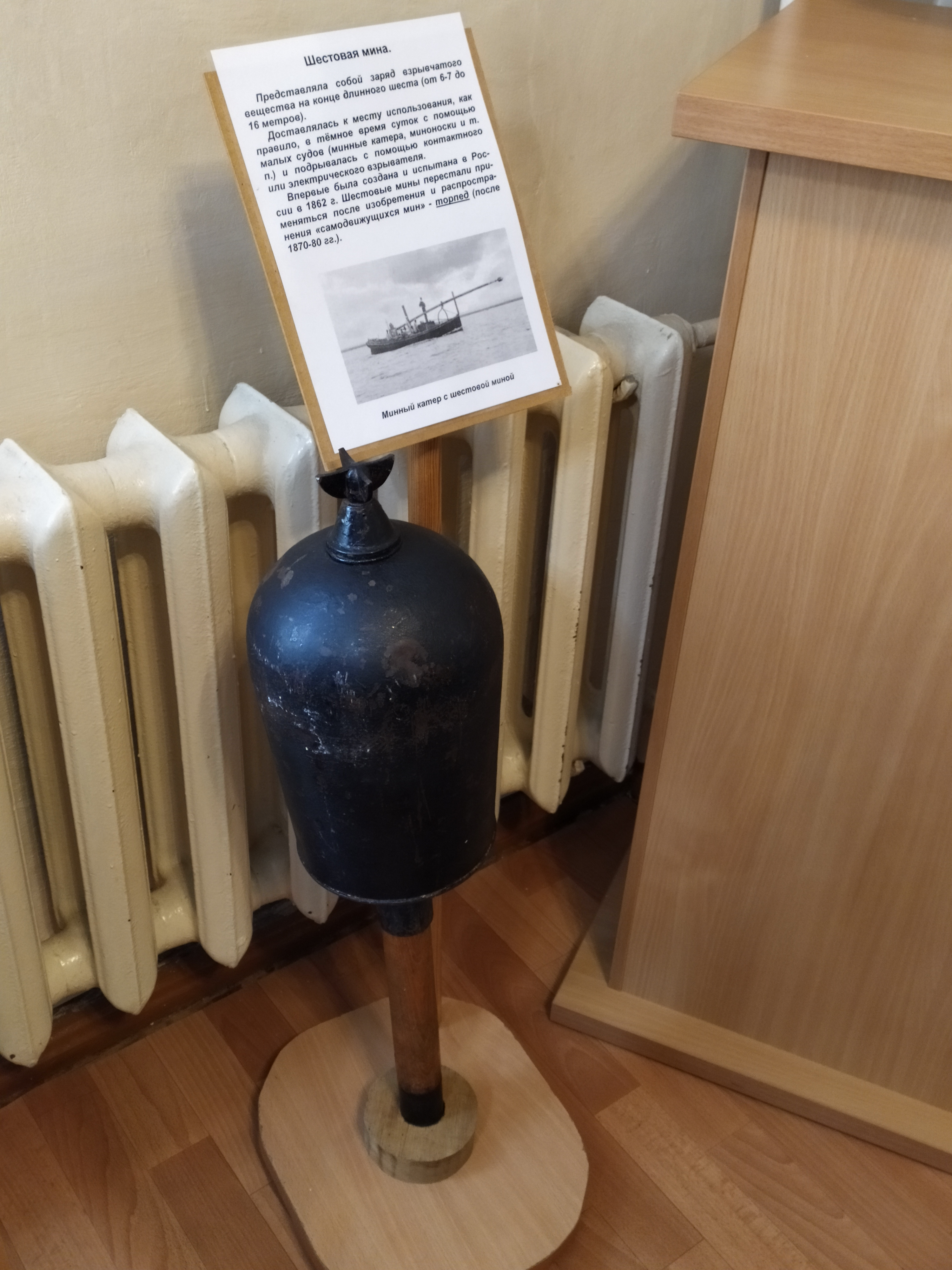
Шестовая мина в экспозиции Музея Балтийского флота (Балтийск)

Количество необходимого взрывчатого вещества также первыми опытами было определено величиной порядка 20 кг (1—1,5 пуда). На разных этапах в качестве взрывчатого вещества использовался порох, динамит или пироксилин.
Сама мина, как правило, представляла собой металлическую каплевидную или конусообразную ёмкость, заполненную взрывчаткой и насаженную (или закреплённую при помощи бугелей) на шест.
Взрыв мог производиться от удара или замыканием электровзрывателя экипажем катера. В качестве ударного взрывателя в России использовался взрыватель системы штабс-капитана российской армии Трумберга.
Шесты использовались как деревянные, так и составные металлические. Закрепление шеста на катере или корабле имело подвижную конструкцию, которая позволяла выдвигать мину из походного положения в боевое и управлять ей (как рычагом) как в плоскости, так и по глубине. Рабочее заглубление мины было порядка 2 метров — ниже уровня, где заканчивается броневой пояс бронированных кораблей.
Обычно для управления средней (носимой катером) миной требовалось усилие 2—3 человек.
К середине 1870-х годов в российском флоте имелось не менее десяти типов шестовых мин. Самой тяжёлой была 140-фунтовая корабельная мина системы полковника В. Ф. Петрушевского (вес без шеста — 182 кг, заряд — 57,5 кг артиллерийского пороха, длина — 2200 мм, наибольший диаметр — 790 мм, наименьший — 343 мм). Более лёгкие снаряжались пироксилином (от 3,2 до 24,6 кг). Для сравнения — заряд первых торпед Уайтхеда составлял 27 кг пироксилина.